# Alkmund z Derby
Alkmund z Derby (Alcmund, Ealhmund, Alhmund; data urodzenia nieznana; zm. ok. 800) – święty kościoła katolickiego i anglikańskiego, męczennik. Jego święto przypada 19 marca.

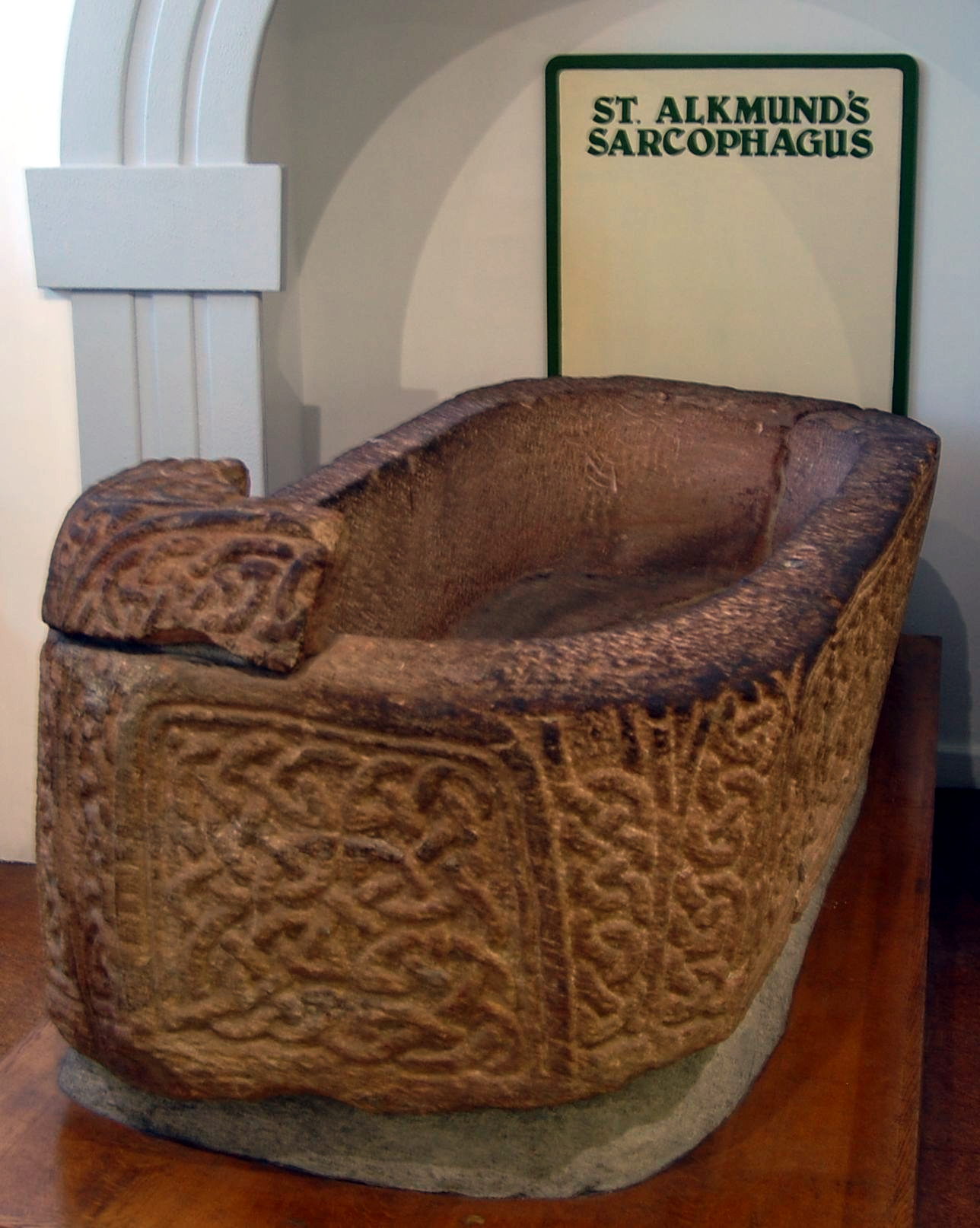
Sarkofag świętego Alkmunda, znajdujący się w zbiorach Derby Museum and Art Gallery

Alkmund był synem władcy Nortumbrii Alhreda i jednym z potencjalnych kandydatów do tronu. W wyniku walk o władzę w dynastii udał się na dobrowolne wygnanie do kraju Piktów, gdzie spędził ponad 20 lat. Zginął ok. 800 roku, a jego śmierć została uznana za męczeńską. Odpowiedzialnością za śmierć Alkmunda obarczono króla Eardwulfa.
Ciało Alkmunda zostało pochowane w Lilleshall. Na jego grobie zdarzały się liczne cuda, co powodowało rozprzestrzenianie się jego kultu. W czasie najazdu Duńczyków szczątki przeniesiono do kościoła w Derby, którego św. Alkmund został patronem. Kościół został zniszczony w XX wieku. Ocalał jednak kamienny sarkofag, kryjący relikwie świętego.